# Wienerwaldtunnel
Der Wienerwaldtunnel ist ein seit 9. Dezember 2012 in Betrieb befindlicher, 13,356 km langer Eisenbahntunnel der neuen Westbahn zwischen dem Stadtrand von Wien und dem Tullnerfeld. Der Tunnel unterfährt dabei den zwischen Gablitz und Mauerbach liegenden Höhenrücken im nördlichen Teil des Wienerwaldes. Der Wienerwaldtunnel ist der drittlängste Eisenbahntunnel in Österreich.
Das Ostportal befindet sich unterirdisch in der bereits vorweg errichteten Weichenhalle bei Hadersdorf-Weidlingau und wird in Richtung Wien durch den Lainzer Tunnel fortgesetzt, in den er unterirdisch übergeht. Das Westportal liegt zwischen Chorherrn (Gemeinde Tulbing) und Klein Staasdorf südlich von Tulln und wird in Richtung St. Pölten durch die Tunnelkette Perschling fortgesetzt.
Seit Inbetriebnahme des Abschnitts zwischen Wien und St. Pölten beträgt die Fahrzeit zwischen den Städten nur noch 19 Minuten, davor brauchten die schnellsten Züge über 40 Minuten.
Das Bauwerk ist Teil der neuen Westbahn und damit Teil der Europäischen Hochleistungsachse Paris–Budapest/Bratislava der Trans-Europäischen Netze für den Verkehr (TEN-V) als Prioritätsprojekt TEN-T17.

## Bau

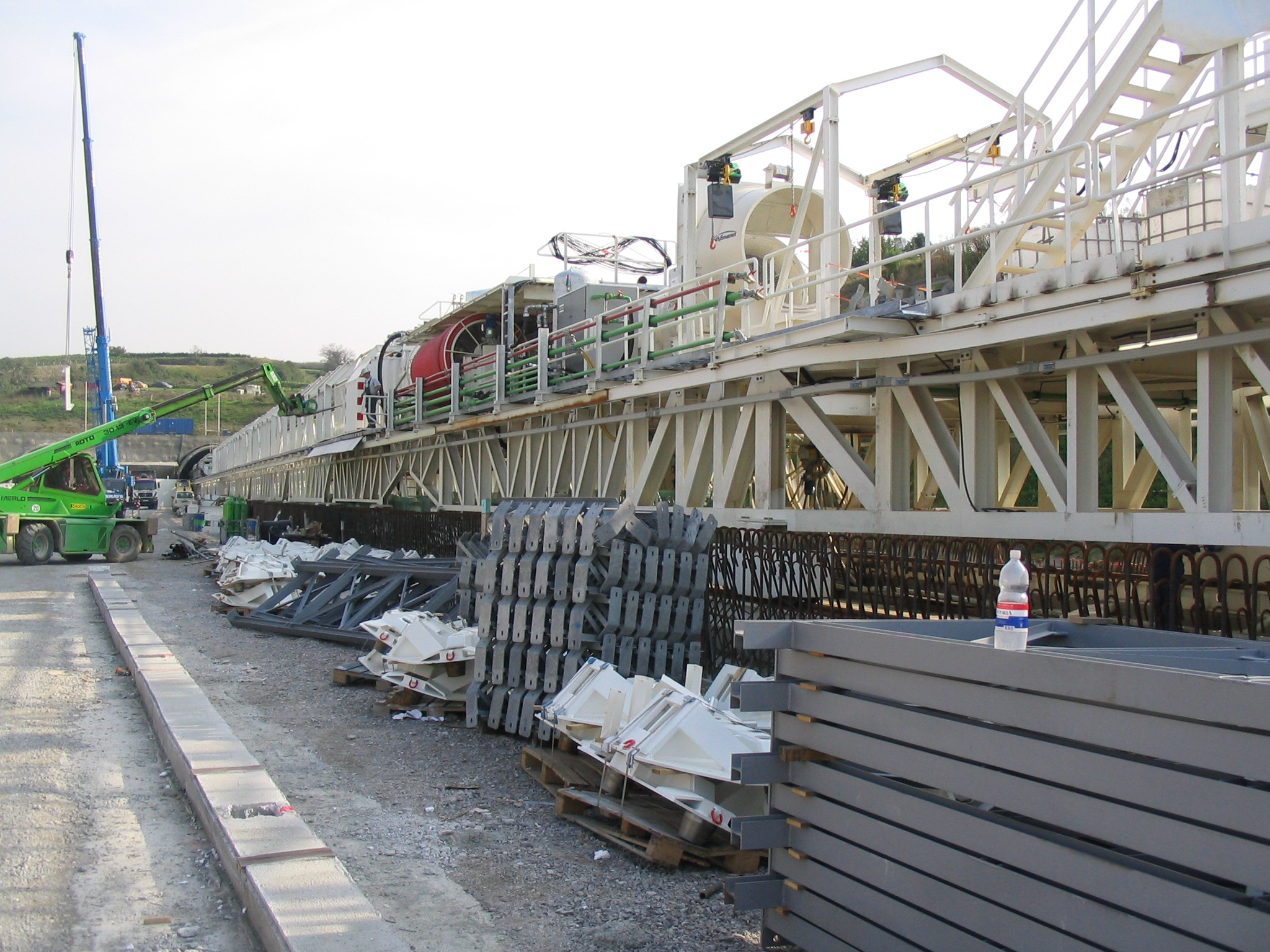
Tunnelbohrmaschine beim Westportal

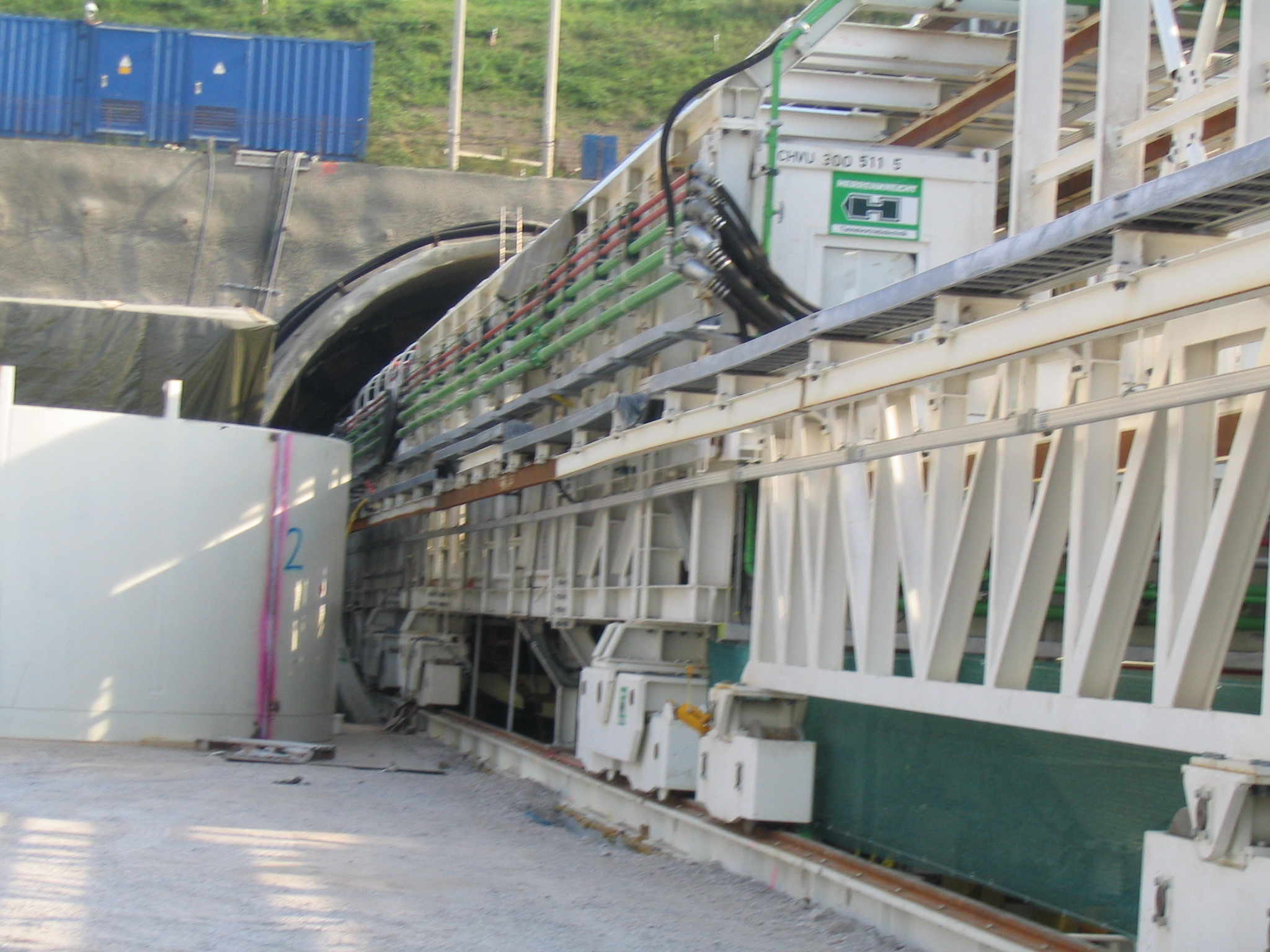
Westportal bei Chorherrn mit Tunnelbohrmaschine

Der von September 2004 bis Dezember 2012 errichtete Tunnel wurde von beiden Seiten vorgetrieben. Im Osten wurde ein etwa 2300 m langer einröhriger, zweigleisiger Abschnitt nach der Neuen Österreichischen Tunnelbauweise errichtet. Der übrige Teil wurde von Westen aus mit zwei Schildvortriebsmaschinen gefräst. In diesem Bereich wurden zwei eingleisige Röhren errichtet. Der Vortrieb begann im Herbst 2005.
Das Aushubmaterial wurde zum Teil zwischengelagert, um später für den Neubau der Bahnstrecke im Tullnerfeld als Schüttmaterial für Bahn- und Lärmschutzdämme verwendet zu werden. Ein anderer Teil des Materials wurde zur Neugestaltung des Taglesberges im Wienerwald verwendet, wo in einem Deponie-Sanierungsgebiet ein neuer, künstlicher Höhenrücken entstehen soll.
Der Durchschlag des Tunnels fand am 3. September 2007 statt. Mit dem Neubauabschnitt der neuen Westbahn von Wien–St. Pölten wurde er 2012 fertiggestellt. Die Baukosten lagen bei 617 Millionen Euro.
Die Fahrleitung wurde am 6. Mai 2012 unter Spannung gesetzt.
Die kommerzielle Inbetriebnahme fand am 9. Dezember 2012 statt. Gleichzeitig gingen der Lainzer Tunnel und die ersten vier Gleise des Wiener Hauptbahnhofs in Betrieb.
Heute verkehrt der gesamte Fernverkehr der Westbahnstrecke durch diesen Tunnel.

## Betrieb
Seit 9. Dezember 2012 wird der Wienerwaldtunnel planmäßig durchfahren. Pro Richtung passieren denselben täglich rund 80 Züge (sowohl Personenzüge als auch Güterzüge), ein Railjet oder ICE benötigt dafür bei einer Geschwindigkeit von 230 km/h nicht ganz 5 Minuten.

## Sicherheitseinrichtungen
Die beiden Röhren sind im Abstand von rund 500 m durch Querstollen miteinander verbunden. Zusätzlich gibt es einen Not-Entlüftungsschacht und vier Ausstiegsstollen.

## Daten und Fakten
- Aushubmaterial: ca. 2,3 Mio. m³
- Tübbinge zum Ausbau der Röhren: ca. 57.000 Stück
- Höchstgeschwindigkeit: 250 km/h

Das Bauwerk ist mit ETCS Level 2 und – als Rückfallebene – mit konventionellen Lichtsignalen ausgerüstet. Diese sollen abgebaut werden, wenn sich das ETCS-System als hinreichend stabil erwiesen hat.
Die Querschnittsfläche im eingleisigen einröhrigen Querschnitten beträgt 54 m². Damit einhergehend wurde ein besonders flaches Oberleitungssystem entwickelt.